# Apartidismo
El concepto apartidismo se refiere a la no pertenencia o adscripción a ningún partido político concreto o, más generalmente, el carácter de las organizaciones políticas que no están de acuerdo con el sistema de partidos políticos actual.
Eso no significa, en ningún caso, apoliticismo. Es más, la mayoría de veces que alguien se define como apartidista es porque tiene una conciencia política y un interés por lo referido a ella.
El apartidismo permite partir sin un posicionamiento preestablecido para alcanzar puntos en común, aquello que pueda ser propuesto y ejecutado para un bien común sin partir de premisas ideológicas, por no requerir una cosmovisión completa de la realidad, sino de cada aspecto en concreto.
Los grupos apartidistas están compuestos por aquellos ciudadanos que presentan una alta movilización cognitiva, pero no tienen una conexión cercana con el sistema de partidos. Teóricamente este grupo tiene los elementos para involucrarse en la dinámica política sin depender de una movilización partidaria.